# Davies Medal
Davies Medal je ocenění, které udělovala Královská fotografická společnost ve Velké Británii od roku 1998 do roku 2015. Cena byla udělována za „významný přínos v digitální oblasti zpracování obrazu (imaging science)“. Udělování skončilo v roce 2015.

## Výherci

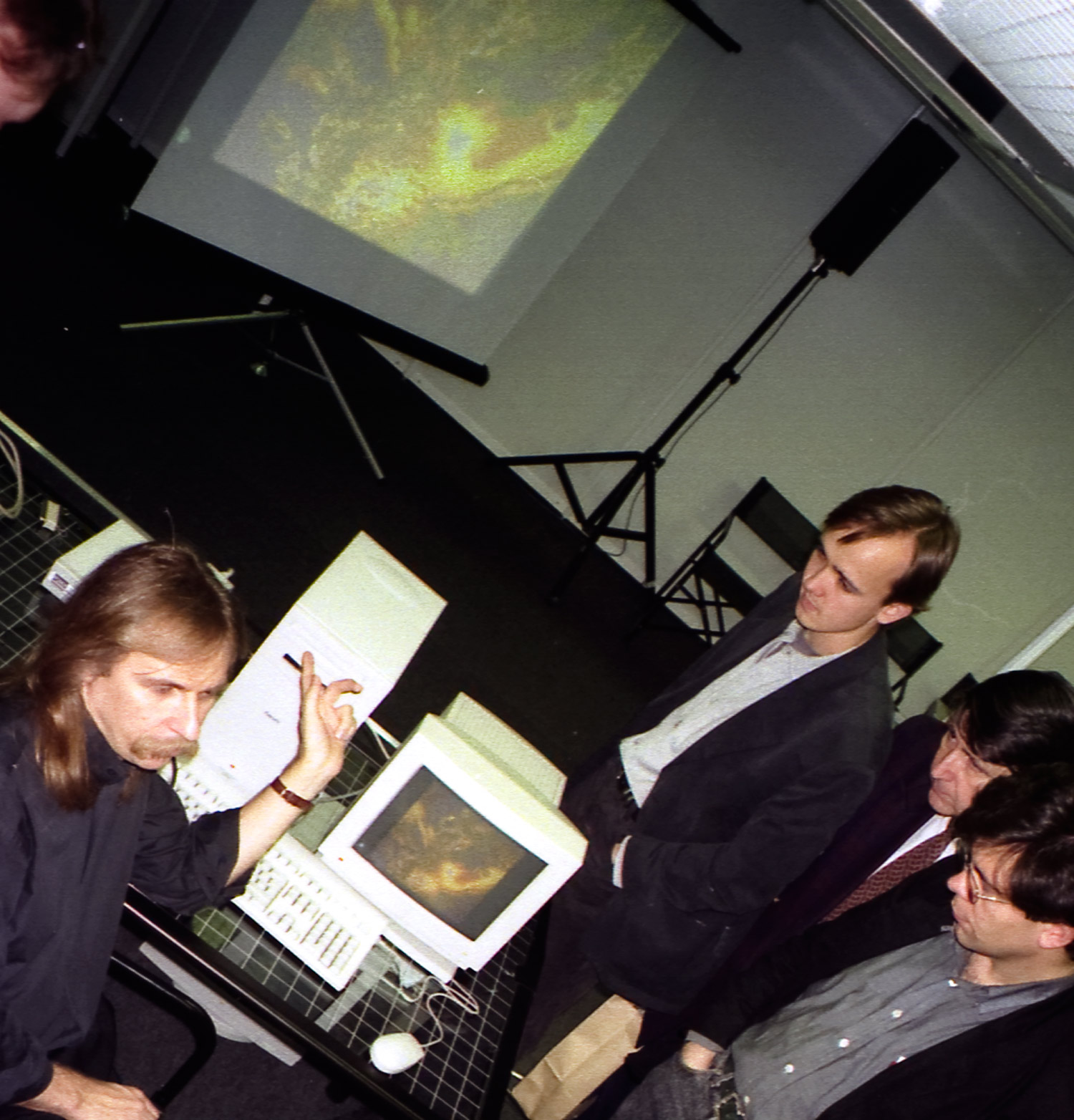
Kai Krause získal ocenění v roce 1998

- 1998 Kai Krause
- 1999 Michael Kriss
- 2000 Stephen Watt-Smith
- 2001 David Whittaker
- 2002 Ghassan Alusi
- 2003 M. Ronnier Luo
- 2004 Peter Burns
- 2005 David Saunders
- 2006 Lindsay MacDonald
- 2007 Mark D. Fairchild
- 2008 Stephen Westland
- 2009 Graham D. Finlayson
- 2010 Mark Lythgoe
- 2011 Phil Green
- 2012 Sophie Triantaphillidou
- 2013 Dr John D. Meyer
- 2014 Peter Lawrence
- 2015 Alessandro Rizzi

Dále již cena nebyla udělována.